# Neobisium brevipes
Neobisium brevipes» es una especie de arácnido del orden Pseudoscorpionida de la familia Neobisiidae.
Presenta las subespecies:
- Neobisium brevipes brevipes
- Neobisium brevipes montanum

## Distribución geográfica
Se encuentra en Hungría y Rumania.